# Martina Zellner
Pour les articles homonymes, voir Zellner.
Martina Zellner, né le 26 février 1974 à Traunstein, est une biathlète allemande. Ces principaux titres sont la médaille d'or olympique du relais en 1998, le titre de championne du monde de relais 1997 et les titres de championne du monde 1999 du sprint et du relais.

## Biographie
Elle commence sa carrière internationale en Coupe du monde lors de la saison 1993-1994 et y marque ses premiers points lors de la saison 1995-1996, avec notamment deux sixièmes places à Östersund et Oslo. Elle se révèle au plus haut niveau deux ans plus tard avec ses premiers podiums à Kontiolahti, qu'elle complète avec son titre olympique du relais à Nagano, avec Uschi Disl, Katrin Apel et Petra Behle. Avec d'autres podiums à la clé, dont une médaille de bronze aux Championnats du monde à Pokljuka sur la poursuite, elle s'empare du troisième rang du classement général de la Coupe du monde, le meilleur de sa carrière.
En 1999, elle monte sur son premier podium de la saison en gagnant le titre mondial du sprint devant Magdalena Forsberg, puis remporte la médaille de bronze à la poursuite et la médaille d'or au relais. En 1999-2000, Zellner continue d'engranger des podiums, récoltant deux victoires sur la poursuite de Ruhpolding et la mass start de Khanty-Mansiïsk.
En ouverture de la saison 2001-2002, elle monte sur son quatorzième podium individuel en Coupe du monde et aussi son dernier à Östersund. Après cela, elle est bien plus loin dans les classements et décide de prendre sa retraite sportive à l'issue de l'hiver.

## Palmarès

### Jeux olympiques d'hiver
| Épreuve / Édition | Individuel | Sprint | Poursuite                        | Relais                         |
| ----------------- | ---------- | ------ | -------------------------------- | ------------------------------ |
| JO 1998 Nagano    | 10e        | 30e    | Épreuve inexistante à cette date | Médaille d'or, Jeux olympiques |

Légende :
- : épreuve non olympique

### Championnats du monde
| Mondiaux \ Épreuve       | individuel | Sprint                    | Poursuite                        | Départ en masse                  | Relais                   | Course par équipes               |
| 1996 Ruhpolding          | 61e        | —                         | Épreuve inexistante à cette date | Épreuve inexistante à cette date | —                        | —                                |
| 1997 Osrblie             | —          | —                         | —                                | Épreuve inexistante à cette date | —                        | 13e                              |
| 1998 Pokljuka Hochfilzen | JO Nagano  | JO Nagano                 | Médaille de bronze, monde        | Épreuve inexistante à cette date | JO Nagano                | 11e                              |
| 1999 Kontiolahti Oslo    | 14e        | Médaille d'or, monde      | Médaille de bronze, monde        | 12e                              | Médaille d'or, monde     | Épreuve inexistante à cette date |
| 2000 Oslo                | 19e        | Médaille de bronze, monde | 6e                               | 7e                               | Médaille d'argent, monde | Épreuve inexistante à cette date |

Légende :

 : première place, médaille d'or

 : deuxième place, médaille d'argent

 : troisième place, médaille de bronze

 : épreuve inexistante

— : pas de participation à cette épreuve

### Coupe du monde
- Meilleur classement général : 3e en 1998.
- 14 podiums individuels : 3 victoires, 5 deuxièmes places et 6 troisièmes places.
- 17 podiums en relais : 10 victoires, 5 deuxièmes places et 2 troisièmes places.

#### Détail des victoires individuelles
| Saison / Épreuve | Individuel | Sprint                              | Poursuite  | Mass start      | Total |
| 1998-1999        |            | Kontiolahti (Championnats du monde) |            |                 | 1     |
| 1999-2000        |            |                                     | Ruhpolding | Khanty-Mansiïsk | 2     |
| Total            | 0          | 1                                   | 1          | 1               | 3     |

#### Classements annuels
| Année | Classement général final |
| 1996  | 29e                      |
| 1997  | 29e                      |
| 1998  | 3e                       |
| 1999  | 6e                       |
| 2000  | 7e                       |
| 2001  | 21e                      |
| 2002  | 27e                      |